# 莫斯科大學冰架
67°0′S 121°0′E / 67.000°S 121.000°E
莫斯科大學冰架（英語：Moscow University Ice Shelf）是南極洲的冰架，位於威爾克斯地，長約193公里，處於托滕冰川和保爾丁灣之間，該海岬根據美國海軍拍攝的空中照片繪入地圖，由蘇聯探險隊以該國大學命名。